# Constantin Stroe
Constantin Stroe (* 24. Juni 1955; † 14. September 2015) war ein rumänischer Fußballspieler.

## Sportlicher Werdegang
Stroe spielte ab seinem Debüt im Erwachsenenbereich im Jahr 1973 in den 1970er und 1980er Jahren für den Bukarester Verein Sportul Studențesc in der Divizia A. Als Teil der sog. „goldenen Generation“ an der Seite von Mircea Sandu, Pau Cazan, Romulus Chihaia, Gino Iorgulescu, Aurică Rădulescu, Ion Munteanu, Necula Răducanu und Nicolae Tănăsescu bestritt 123 Ligaspiele. Größte Erfolge waren der Gewinn des Balkanpokals gegen Titelverteidiger HNK Rijeka 1980 sowie das Erreichen des Endspiels um die Cupa României in der Spielzeit 1978/79, das mit einer 0:3-Niederlage gegen Steaua Bukarest endete.